# Нова Наумівка
Нова Наумівка (рос. Новая Наумовка) — село у Бєлгородському районі Бєлгородської області Російської Федерації.
Населення становить 164  особи. Входить до складу муніципального утворення Краснооктябрьське сільське поселення.

## Історія
Населений пункт розташований у східній частині української суцільної етнічної території — східній Слобожанщині.
Згідно із законом від 20 грудня 2004 року № 159 від 1 січня 2006 року належить до муніципального утворення Краснооктябрьське сільське поселення.
З початку російського вторгнення в Україну чимало місцевих мешканців покинули своє постійне місцепроживання, оскільки бояться «обстрілів з боку українських військових», а також регулярно страждають від реальних вибухів ракет та боєприпасів, які детонують у Бєлгородській області.
У жовтні 2022 року в селі, що межує з Україною, зафіксовані масові випадки мародерства. Під час «прямої лінії» про цю проблему стало відомо губернатору Бєлгородської області В'ячеславу Гладкову від мешканців села, які благали його посилити патрулювання села. На що він відповів, що «там щодня відбуваються «обстріли», тому повноцінно забезпечити ці території охороною неможливо. Ми не можемо ризикувати життям поліцейських».

## Населення
| 2002 | 2010 |
| ---- | ---- |
| 138  | ↗164 |